# The Omega Sessions
The Omega Sessions è un EP del gruppo hardcore punk statunitense Bad Brains, registrato nel 1980 ma pubblicato solo nel 1997. Contiene cinque tracce in seguito incluse in vari album del gruppo in diverse versioni.

## Tracce
1. I Against I – 2:53
2. Stay Close To Me – 2:24
3. I Luv I Jah – 6:34
4. At the Movies – 2:28
5. Attitude – 1:31

## Crediti[2]
- H.R. - voce
- Dr. Know - chitarra
- Darryl Jenifer - basso, note di copertina
- Earl Hudson - batteria
- Glan E. Friedman - fotografia
- Sacha Kenkins - note di copertina